# Goreni
Goreni (węg. Dedrádszéplak) – wieś w Rumunii, w okręgu Marusza, w gminie Batoș. W 2011 roku liczyła 597 mieszkańców.